# Expedição 36
Expedição 36 foi uma missão de longa permanência na Estação Espacial Internacional, realizada entre 14 de maio  e 10 de setembro de 2013. Ela contou com seis astronautas, três russos, dois norte-americanos e um italiano.
A expedição começou após a partida da Expedição 35 da ISS a bordo da Soyuz TMA-07M e foi realizada em desenvolvimento com três astronautas integrantes da expedição anterior que chegaram à ISS na Soyuz TMA-08M, à qual se uniram os três tripulantes restantes, lançados do Cosmódromo de Baikonur no dia 28 de maio de 2013, na Soyuz TMA-09M. A expedição foi comandada pelo cosmonauta russo Pavel Vinogradov.

## Tripulação
| Posição             | Primeira parte (Maio de 2013) | Segunda parte (Maio até setembro de 2013) |
| ------------------- | ----------------------------- | ----------------------------------------- |
| Comandante          | Pavel Vinogradov              | Pavel Vinogradov                          |
| Engenheiro de voo 1 | Aleksandr Misurkin            | Aleksandr Misurkin                        |
| Engenheiro de voo 2 | Christopher Cassidy           | Christopher Cassidy                       |
| Engenheira de voo 3 |                               | Karen Nyberg                              |
| Engenheiro de voo 4 |                               | Fyodor Yurchikhin                         |
| Engenheiro de voo 5 |                               | Luca Parmitano                            |

## Missão
Cinco caminhadas espaciais foram realizadas, entre 24 de junho e 22 de agosto. Diversas experiências científicas também foram executadas nas áreas de biologia, biotecnologia, medicina, pesquisa humana, observações da Terra, além de um experimento italiano de estudo da combustão e evaporação de combustíveis líquidos renováveis.

### Fatos marcantes
Em 16 de julho, um problema técnico inédito quase custou a vida do astronauta italiano Luca Parmitano. Durante trabalhos realizados do lado de fora da ISS, o capacete do italiano começou a encher de água e a sufocá-lo. O acidente não teve maiores proporções porque o astronauta consegui usar o cabo de segurança para voltar rapidamente para dentro da estação, ajudado por seu colega de caminhada Chris Cassidy, onde foi socorrido pela tripulação, que repressurizou o local de entrada e retirou seu capacete, impedindo-o de afogar-se.  Depois do acidente, todas as caminhadas espaciais foram suspensas até que os engenheiros em terra consigam descobrir a causa do acidente e da entrada de água no capacete, algo nunca antes ocorrido.
No dia 18 de julho os astronautas Cassidy, Parmitano e Karen Nyberg, gravaram um vídeo com mensagens em homenagem ao aniversário de 95 anos de Nelson Mandela. A gravação foi colocada no Youtube e ficou disponível para visualizações através do canal Nelson Mandela Centre of Memory.

## Desacoplamento e retorno
A Expedição 36 chegou ao fim após cinco meses e meio de duração, com a desacoplagem da Soyuz TMA-08M do módulo Poisk às 23:37 UTC de 10 de setembro, iniciando seu retorno à atmosfera terrestre. A nave pousou em segurança nas estepes do Casaquistão às 02:58 UTC de 11 de setembro (08:58 hora local), trazendo os astronautas Vinogradov, Cassidy e Misurkin. Os três tripulantes restantes desta missão, Yurchikhin, Nyberg e Parmitano, continuaram a bordo da ISS iniciando a Expedição 37.

## Galeria

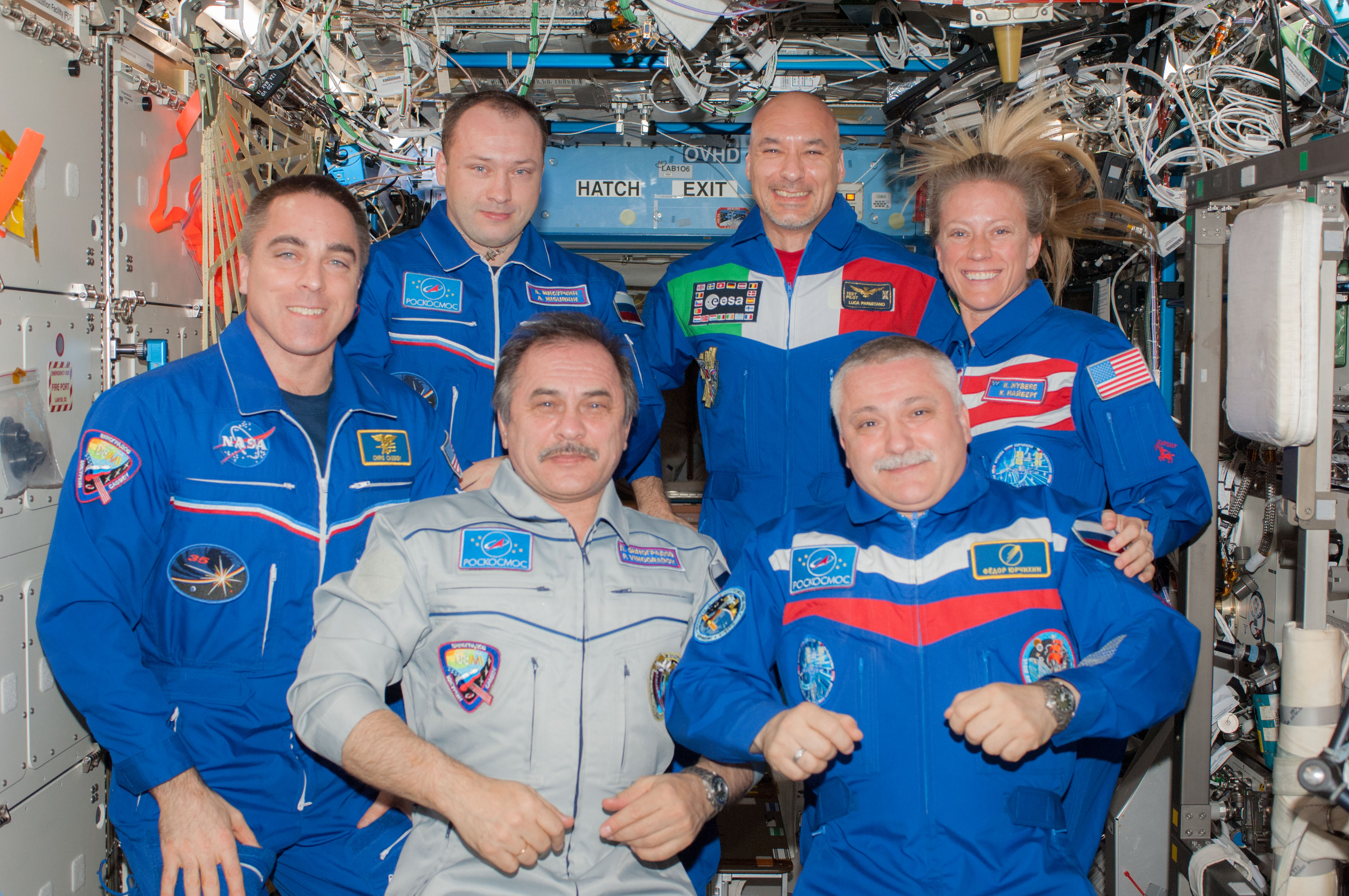
Os integrantes da expedição posando no módulo Destiny
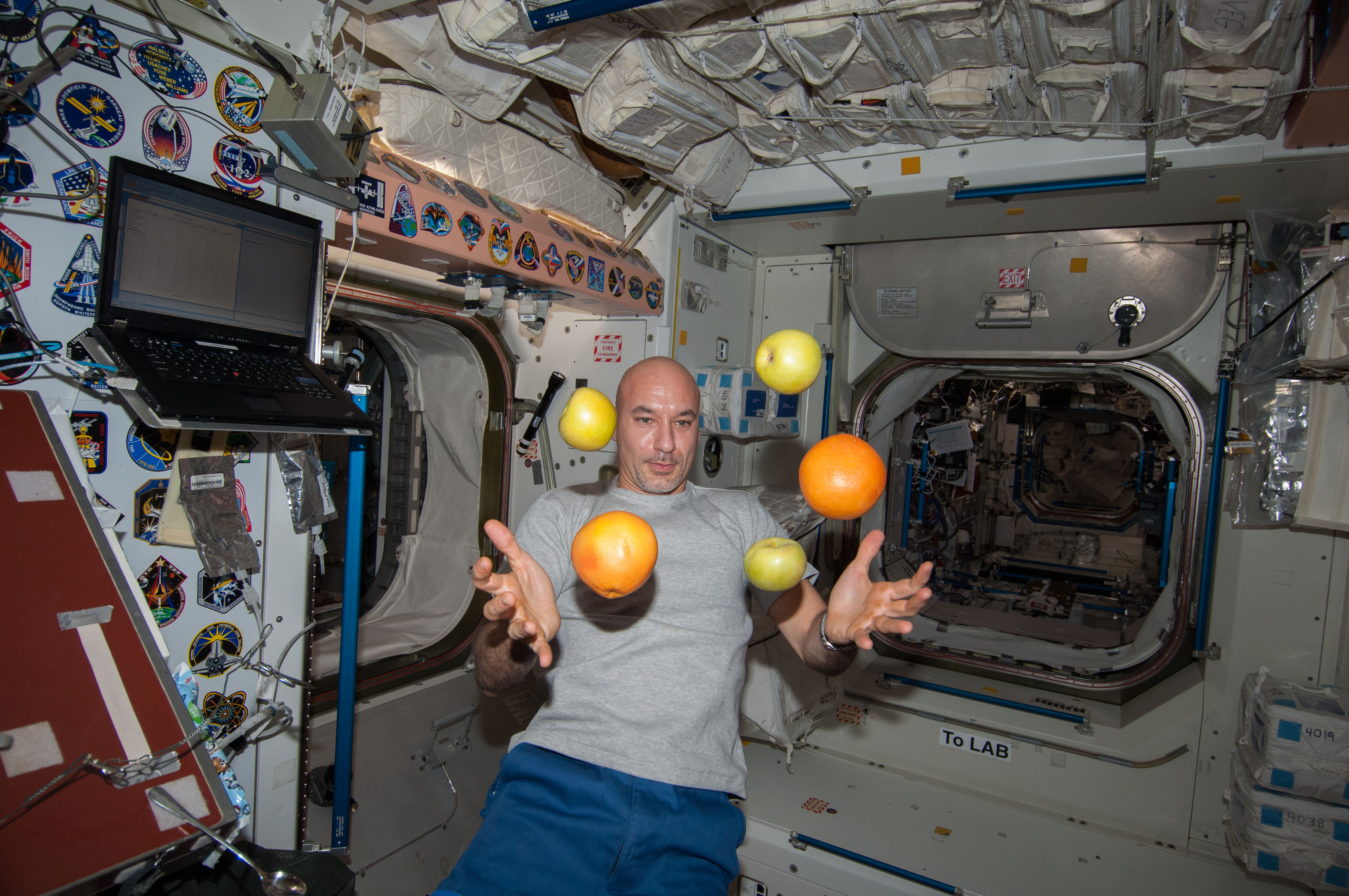
O astronauta italiano Luca Parmitano com frutas na gravidade zero do módulo Unity.
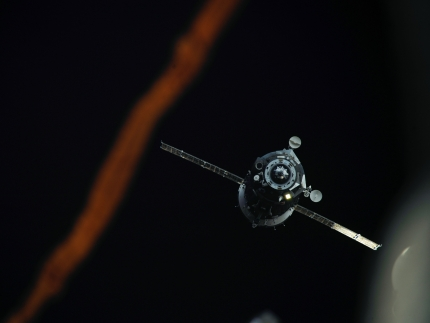
A Soyuz TMA-08M desacopla da ISS encerrando a Expedição 36.
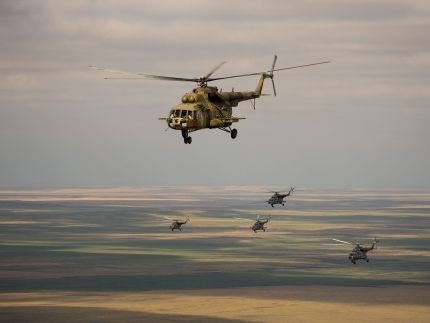
Frota de helicópteros de apoio de terra se dirige ao local da aterrissagem da TMA-08M no Casaquistão.
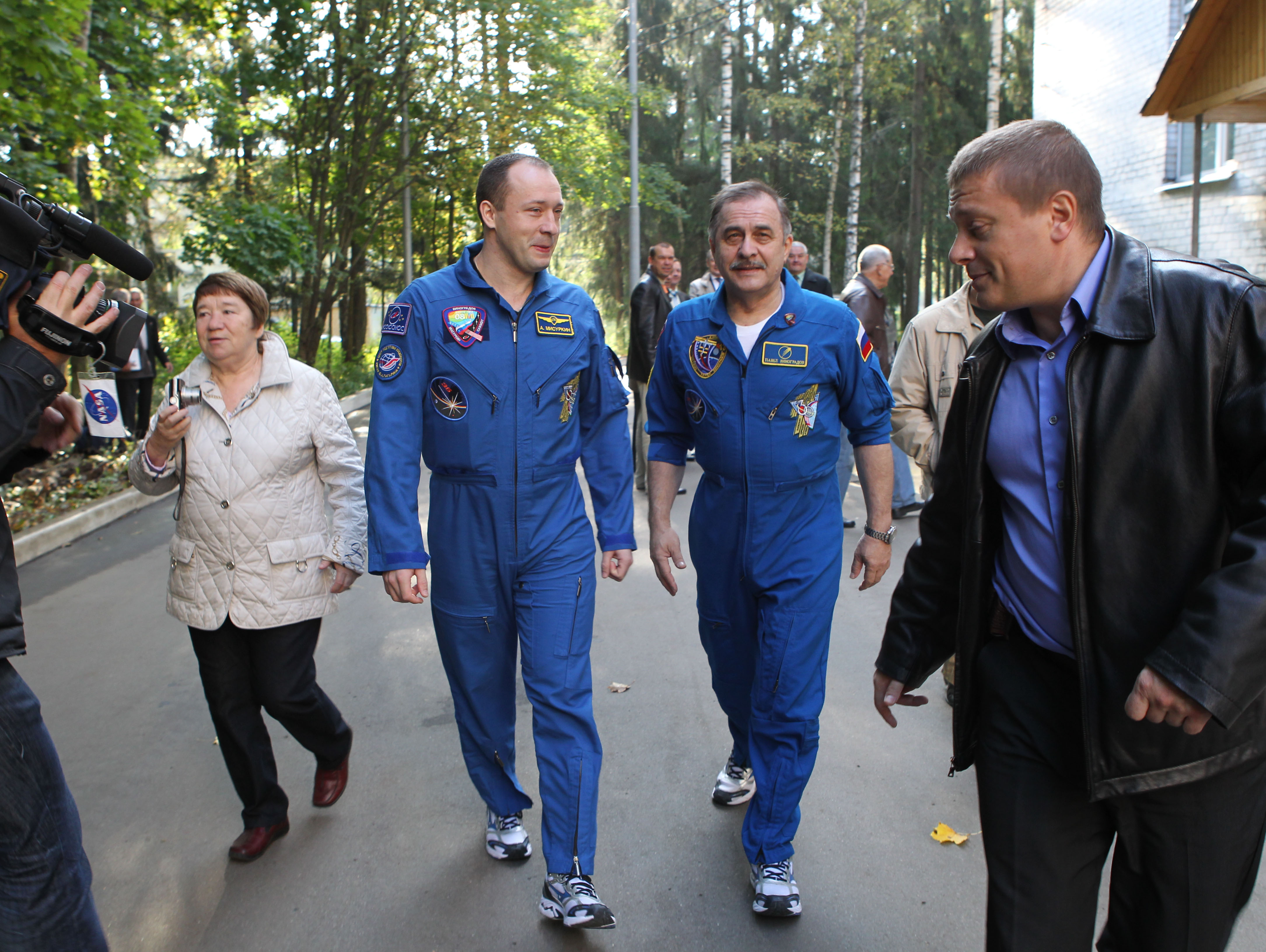
Os cosmonautas Misurkin e Vinogradov no Centro de Treinamento de Cosmonautas Yuri Gagarin, logo após retornarem da Expedição.